# Élections européennes de 2009 en Slovaquie
Les élections européennes se sont déroulées le samedi 6 juin 2009 en Slovaquie pour désigner les 13 députés européens au Parlement européen, pour la législature 2009-2014.

## Résultats
- SMER – social-démocratie / Smer - sociálna demokracia PSE 32,10 %	5	+ 2
- Union démocratique et chrétienne slovaque – Parti démocrate / Slovenská demokratická a kresťanská únia – Demokratická strana	PPE	16,98 %	2	− 1
- Parti de la coalition hongroise / Magyar Koalíció Pártja - Strana maďarskej koalície	PPE	11,33 %	2	± 0
- Mouvement chrétien-démocrate / Kresťanskodemokratické hnutie	PPE	10,55 %	2	− 1
- Parti populaire - Mouvement pour une Slovaquie démocratique / Ľudová strana – Hnutie za demokratické Slovensko	Non-inscrits	8,97 %	1	− 2
- Parti national slovaque / Slovenská národná strana

Non-inscrits	5,39 %	1	+ 1
- Liberté et solidarité

	4,71 %	0	± 0
- Parti Vert / Strana zelených

PVE
2,11 %	0	± 0
- Démocrates conservateurs de Slovaquie – Parti civique conservateur / Konzervatívni demokrati Slovenska - Občianska konzervatívna strana		2,10 %	0	± 0
- Forum libre / Slobodné fórum	ELDR

1,57 %	0	± 0
- Parti communiste slovaque / Komunistická strana Slovenska	PGE	1,65	0